# Tenis stołowy na Letniej Uniwersjadzie 2007
Tenis stołowy na Letniej Uniwersjadzie 2007 odbywał się w dniach 10 – 16 sierpnia w hali Impact Exhibition and Convention Center w Nonthaburi.
Rozegranych zostało 7 konkurencji po 3 u mężczyzn i kobiet oraz 1 konkurencja mieszana. W zawodach nie brali udziału reprezentacji Polski.
Tenisiści rywalizowali w trzech rodzajach gier: pojedynczej, podwójnej i zespołowej.

## Obiekty
| Obiekt                                  | Miasto     | Funkcja           |
| Impact Exhibition and Convention Center | Nonthaburi | Zawody i treningi |

## Konkurencje
| - gra pojedyncza - gra podwójna - zespoły | - gra pojedyncza - gra podwójna - zespoły | - gra podwójna |

## Medale
| Konkurencja              | Złoto                                                                     | Srebro                                                                                              | Brąz |
| Mężczyźni                |                                                                           | | |
| Gra pojedyncza szczegóły | Gao Xin · Chiny                                                           | Hou Yingchao · Chiny                                                                                | Wang Xi · Chiny                                                                                           |
| Gra pojedyncza szczegóły | Gao Xin · Chiny                                                           | Hou Yingchao · Chiny                                                                                | Chuan Chih-yuan · Chińskie Tajpej                                                                         |
| Gra podwójna szczegóły   | Chang Yen-shu · Chuan Chih-yuan · Chińskie Tajpej                         | Chiang Hung-chieh · Wu Chih-chi · Chińskie Tajpej                                                   | Hou Yingchao · Wang Xi · Chiny                                                                            |
| Gra podwójna szczegóły   | Chang Yen-shu · Chuan Chih-yuan · Chińskie Tajpej                         | Chiang Hung-chieh · Wu Chih-chi · Chińskie Tajpej                                                   | Hidetoshi Oya · Ryusuke Sakamoto · Japonia                                                                |
| Zespoły szczegóły        | Hou Yingchao · Zhan Jian · Gao Xin · Lin Chen · Wang Xi · Chiny           | Chiang Hung-chieh · Wu Chih-chi · Lai Kuan-shen · Chang Yen-shu · Chuan Chih-yuan · Chińskie Tajpej | Takanori Shimoyama · Hidetoshi Oya · Michikazu Tsuboguchi · Yuichi Tokiyoshi · Ryusuke Sakamoto · Japonia |
| Zespoły szczegóły        | Hou Yingchao · Zhan Jian · Gao Xin · Lin Chen · Wang Xi · Chiny           | Chiang Hung-chieh · Wu Chih-chi · Lai Kuan-shen · Chang Yen-shu · Chuan Chih-yuan · Chińskie Tajpej | Steffen Christ · Lennart Boris Wehking · Nico Stehle · Niemcy                                             |
| Kobiety                  |                                                                           | | |
| Gra pojedyncza szczegóły | Rao Jingwen · Chiny                                                       | Liu Juan · Chiny                                                                                    | Haruna Fukuoka · Japonia                                                                                  |
| Gra pojedyncza szczegóły | Rao Jingwen · Chiny                                                       | Liu Juan · Chiny                                                                                    | Nanthana Komwong · Tajlandia                                                                              |
| Gra podwójna szczegóły   | Rao Jingwen · Liu Juan · Chiny                                            | Haruna Fukuoka · Yuko Watanabe · Japonia                                                            | Irene Terezija Ivancan · Nadine Bollmeier · Niemcy                                                        |
| Gra podwójna szczegóły   | Rao Jingwen · Liu Juan · Chiny                                            | Haruna Fukuoka · Yuko Watanabe · Japonia                                                            | Lu Yun-feng · Huang Yi-hua · Chińskie Tajpej                                                              |
| Zespoły szczegóły        | Yu Jingwei · Rao Jingwen · Cai Shanshan · Dai Ningyang · Liu Juan · Chiny | Midori Itō · Chiharu Yamazaki · Moemi Terui · Haruna Fukuoka · Yuko Watanabe · Japonia              | Youn Han-mi · Kim Hyo-nam · Choi Sun-hwa · Kim Nam-hue · Lee Mi-lim · Korea Południowa                    |
| Zespoły szczegóły        | Yu Jingwei · Rao Jingwen · Cai Shanshan · Dai Ningyang · Liu Juan · Chiny | Midori Itō · Chiharu Yamazaki · Moemi Terui · Haruna Fukuoka · Yuko Watanabe · Japonia              | Laurie Phai-pang · Carole Grundisch · Dienouma Coulibaly · Sarah Hanffou · Francja                        |
| Mieszane                 |                                                                           | | |
| Gra podwójna szczegóły   | Rao Jingwen · Lin Chen · Chiny                                            | Liu Juan · Zhan Jian · Chiny                                                                        | Dai Ningyang · Wang Xi · Chiny                                                                            |
| Gra podwójna szczegóły   | Rao Jingwen · Lin Chen · Chiny                                            | Liu Juan · Zhan Jian · Chiny                                                                        | Cai Shanshan · Gao Xin · Chiny                                                                            |

## Klasyfikacja medalowa
| Rk | Kraj             | Złoto | Srebro | Brąz | Razem |
| 1. | Chiny            | 6     | 3      | 4    | 13    |
| 2. | Chińskie Tajpej  | 1     | 2      | 2    | 5     |
| 3. | Japonia          |       | 2      | 3    | 5     |
| 4. | Niemcy           |       |        | 2    | 2     |
| 5. | Francja          |       |        | 1    | 1     |
| 5. | Korea Południowa |       |        | 1    | 1     |
| 5. | Tajlandia        |       |        | 1    | 1     |